# Sijue Wu
Pour les articles homonymes, voir Wu.
Sijue Wu (chinois simplifié : 邬似珏 ; pinyin : Wū Sìjué) est une mathématicienne américaine d'origine chinoise née le 15 mai 1964. Elle occupe la chaire « Robert W. et Lynne H. Browne » de Mathématiques à l'Université du Michigan. Ses recherches portent sur l'analyse et les mathématiques des vagues, notamment les équations différentielles partielles  non-linéaires de la dynamique des fluides,.

## Formation et carrière
Wu obtient son baccalauréat en 1983 et sa maîtrise en 1986 à l'Université de Pékin,. Elle obtient ensuite son doctorat en 1990 à l'Université Yale, sous la supervision de Ronald Coifman, avec une thèse intitulée Nonlinear Singular Integrals and Analytic Dependence. Après une période temporaire d'enseignement à l'Université de New York, comme post-doctorante au Courant Institute of Mathematical Sciences, elle obtient un poste d' assistant professor à l'Université Northwestern. Elle part en 1996 pour l'Université de l'Iowa puis à l'Université du Maryland en 1998. Elle occupe ensuite la chaire  Browne de Professeur à l'Université du Michigan en 2008.

## Travaux
Wu s'est d'abord intéressée aux espaces de Hardy, la théorie de Calderón-Zygmund et la théorie analytique des surfaces minimales.
Elle est connue pour ses résultats sur la régularité et l'unicité des solutions des équations de la dynamique des fluides, avec des méthodes de l'analyse harmonique telles que la théorie de Calderón-Zygmund.

## Prix et distinctions
L'article « Well-posedness in Sobolev spaces of the full water wave problem in 2-D » de Wu publié en 1997 dans Inventiones Mathematicae a fait l'objet d'une recension dans la revue Mathematical Reviews.
Wu est conférencière invitée au Congrès international des mathématiciens en 2002, avec une conférence sur les équations aux dérivées partielles intitulée Recent progress in the mathematical analysis of vortex sheets.
Elle reçoit en 2001 le Prix Ruth Lyttle Satter en mathématiques pour son travail sur un problème ouvert depuis longtemps sur l'équation des vagues. En 2002/2003 elle est Fellow de l'Institut Radcliffe. Elle est également lauréate de la Médaille Morningside, d'abord en argent en 2001 pour sa preuve de la stabilité locale des problèmes de vagues dans des espaces de Sobolev et pour n'importe quelle dimension, puis en or en 2010, devenant la première mathématicienne à gagner la médaille d'or.

## Publications
- Nonlinear singular integrals and analytic dependence, 1990.